# Sadová (Brno)
Sadová je městská čtvrť na severu statutárního města Brna. Její katastrální území má rozlohu 2,82 km². Území pozdější Sadové bylo k Brnu připojeno v roce 1919. Sadová je od 24. listopadu 1990 součástí samosprávné městské části Brno-Královo Pole. Žije zde přibližně 1 800 obyvatel.

## Charakteristika katastrálního území

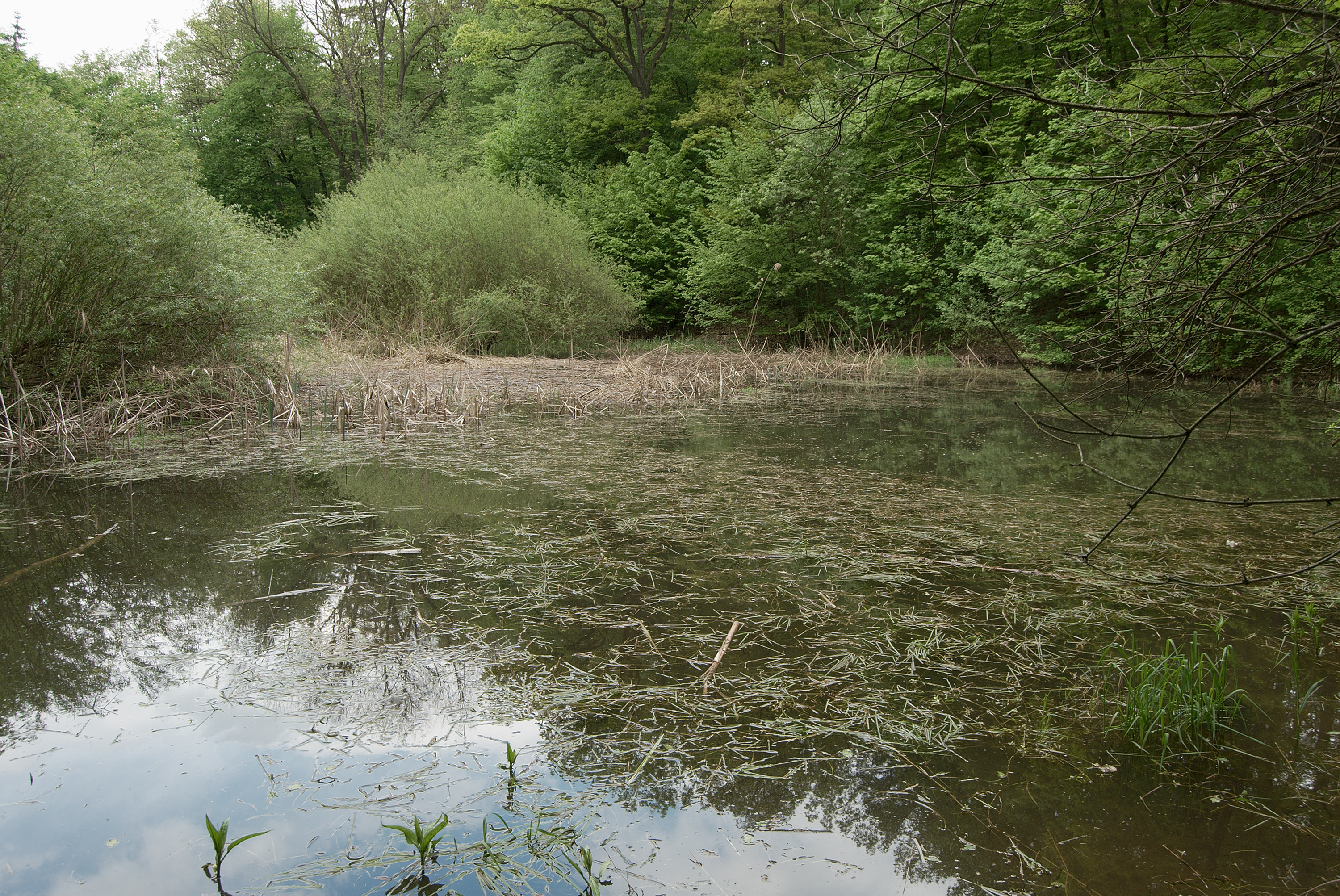
Jeden z rybníčků v Údolí Zaječího potoka

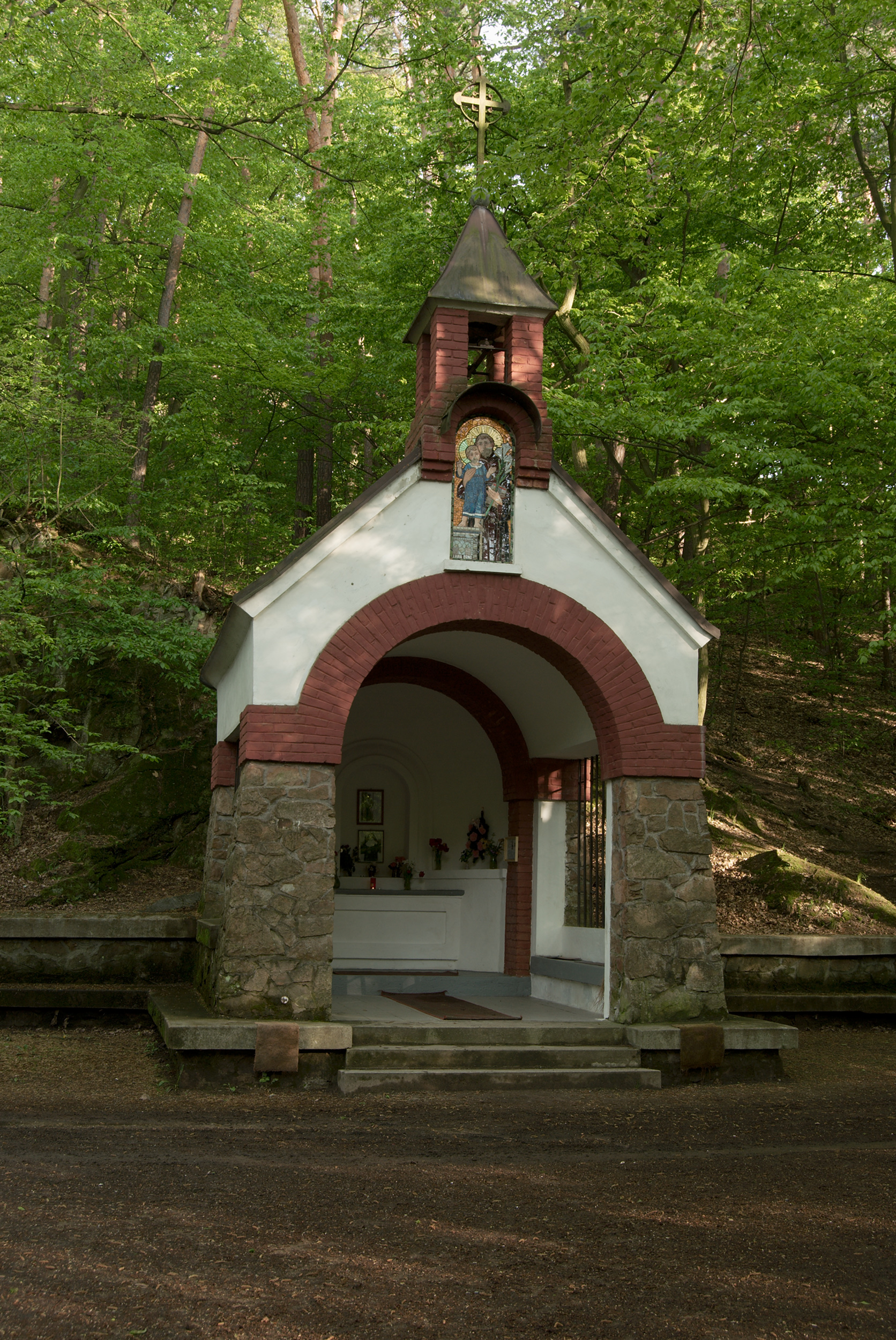
Kaple svatého Antonína

V rámci městské části Brno-Královo Pole jakož i Brna, je Sadová, jejíž povrch má výrazné výškové rozdíly, výjimečná tím, že zde převažují lesy Kyselé a Zaječí hory (324 m n. m.) a zahrady a sady, zatímco zástavba je zde (prozatím) výrazně řídká, tvořená mnoha chatami, domovem důchodců, dvěma osamocenými několikapatrovými bytovými domy v ulici Kociánka a malým počtem rodinných domů. Celá Sadová se rozkládá na kopcích mezi Královým Polem a Soběšicemi. Z jižních svahů Sadové je výhled na Královo Pole a přilehlé čtvrtě. Přibližně ve středu katastru Sadové se nachází výše zmíněná Zaječí hora, kolem níž protéká v přilehlém údolí Zaječí potok, na němž existují tři rybníčky a několik jezírek. Údolí s potokem zároveň představuje významný krajinný prvek Údolí Zaječího potoka. Na východě katastru Sadové se v údolí „U Antoníčka“, těsně u hranice s Lesnou, nacházejí kaple svatého Antonína (známá spíše jako kaplička sv. Antoníčka) a blízká studánka U Antoníčka.
Z důvodu atraktivity celé lokality se zde v současnosti rozbíhá výstavba obytných komplexů: v říjnu 2008 začal v ulici Kostelní Zmola vznikat malý komplex řadových rodinných domů, nazvaný „Nad Kociánkou“, jehož dostavba byla naplánována na září 2010; východně od ulice Kociánka začal v roce 2008 vznikat rozsáhlý obytný soubor „Panorama Kociánka“  pro asi 600 obyvatel a na jihovýchodě Sadové v ulici Křivého má vzniknout luxusní bytový dům „Zaječí Hora“.

## Sousedící katastrální území
Katastrální území Sadová hraničí na jihu a západě s Královým Polem, na severu s Řečkovicemi a Soběšicemi, a na východě s Lesnou.

## Doprava
Veřejné dopravní spojení s ostatními částmi Brna zajišťuje v Sadové v rámci Integrovaného dopravního systému Jihomoravského kraje Dopravní podnik města Brna prostřednictvím denních autobusových linek 43 a 57, a noční autobusové linky 93.

## Obyvatelstvo
| 1970 | 1980 | 1991 | 2001 | 2011 | 2021  |
| ---- | ---- | ---- | ---- | ---- | ----- |
| 504  | 389  | 347  | 404  | 451  | 1 858 |

## Historický přehled
Katastrální území Sadová vzniklo uměle při radikální druhé katastrální reformě Brna provedené v letech 1966–1969 ze severovýchodní části původního katastrálního území Královo Pole a nepatrných částí katastrálních území Obřany (východní pruh silnice v Dusíkově ulici, vedoucí z Lesné do Soběšic) a Soběšice (parcely 952/1, 952/2, 952/3, 952/4, 952/6, 952/7, 952/8, 952/9, 952/10, 952/11, 952/12, 952/13, 952/14, 952/15, 952/16), od té doby až do roku 1990 byla součástí tehdejšího městského obvodu Brno V. Území Sadové dříve sloužilo jako rezerva pro další panelovou výstavbu. Po sametové revoluci se 24. listopadu 1990 stala součástí nově ustavené samosprávné městské části Brno-Královo Pole.